# 劳伦·诺斯
劳伦·诺斯（英語：Lauren Nourse，1982年8月10日—），澳大利亚女子篮网球运动员。她曾代表澳大利亚国家队参加2010年英联邦运动会篮网球比赛，获得一枚银牌。